# Дајан Поњевић
Дајан Поњевић (Јајце, 10. фебруара 1989) босанскохерцеговачки је фудбалер.

## Трофеји и награде
ТСЦ Бачка Топола
- Прва лига Србије: 2018/19.[3]